# Micrargus alpinus
Micrargus alpinus är en spindelart som beskrevs av Relys och Weiss 1997. Micrargus alpinus ingår i släktet Micrargus och familjen täckvävarspindlar. Inga underarter finns listade i Catalogue of Life.